# Басман (фортеця)
Басман (крим. Basman; також Басманський ісар,  крим. Basman İsar) — руїни середньовічного укріпленого загону IX—XIII століття та монастиря того ж часу. Розташований на території Кримського природного заповідника. Об'єкт розташований на східних урвищах хребта Басман, поселення — вище за групу печер, в яких розміщувався монастир. Стіни (товщиною 1,6-2,1 м, збереглися у висоту до 1,8 м) складені насухо з буту, площа зміцнення 0,35 га, розміри захищеного майданчика 80 на 50 м. З комплексом печер городище було пов'язане системою навісних дерев'яних сходів.
Першим з істориків про ісар на Басмані повідомив, «за словами старожилів», у 1837 році Петро Кеппен. Основні дослідження поселення були проведені експедицією 1962 року під керівництвом Олега Домбровського. Було встановлено, що стіна підковоподібного вигляду двопанцирної кладки кінцями впиралася в стіну, де було залишено проходи-хвіртки (північна і південна), усередині укріплення культурного шару не виявлено, на підставі цього зроблено висновок про його господарське (загін для худоби) призначення. Основне життя проходило в печерах (10 штук), у яких товщина культурного шару подекуди сягала 5 метрів. На основі результатів археологічних розкопок можна зробити висновки, що люди жили в них починаючи з VI століття до X, причому керамічний посуд був здебільшого побутовим, що свідчить про практичну відсутність торговельних зв'язків. В одній із печер було розкопано мініатюрний одноапсидний храм із внутрішніми розмірами 3,2 на 1,6 м (діаметр апсиди 1,3 м), складений із буту на вапняному розчині та перекритий коробовим склепінням. Печера з церквою, як і решта, до X століття була житловою, з X до XV століття використовувалася в культових цілях, інші були занедбані — мабуть, після X століття постійного населення на Басмані вже не було.